# Nati il 27 maggio
| Questa pagina contiene informazioni ricavate automaticamente dalle voci biografiche con l'ausilio del template Bio e di un bot. L'aggiornamento è periodico e automatico e ricostruisce completamente la pagina. Se manca una persona in questa lista, sei pregato di non aggiungerla, ma accertati piuttosto che la sua voce biografica contenga il template Bio e che i dati anagrafici siano correttamente compilati. Se il template Bio manca, inseriscilo tu stesso o, in alternativa, metti l'avviso {{tmp\|Bio}} che ne segnala la mancanza. Se i dati riportati sono sbagliati, correggi direttamente la voce biografica; le modifiche saranno visibili in questa lista entro pochi giorni. Per chiarimenti vedi il progetto biografie. La lista contiene solo le 1.131 persone che sono citate nell'enciclopedia e per le quali è stato implementato correttamente il template Bio. Pagina aggiornata al 17 ago 2025. |

## VIII secolo(1)
- 742 - De Zong, imperatore cinese († 805)

## X secolo(1)
- 932 - Eccardo I di Meißen, nobile tedesco († 1002)

## XII secolo(1)
- 1141 - Eisai, monaco buddista giapponese († 1215)

## XIV secolo(1)
- 1332 - Ibn Khaldun, storico e filosofo arabo († 1406)

## XV secolo(1)
- 1459 - Bernhard Adelmann von Adelmannsfelden, teologo e umanista tedesco († 1523)

## XVI secolo(8)
- 1509 - Pasquale Cicogna, doge († 1595)
- 1510 - Giovanni Battista Cicala, cardinale e vescovo cattolico italiano († 1570)
- 1519 - Girolamo Mei, storico e letterato italiano († 1594)
- 1537 - Luigi IV d'Assia-Marburgo, nobile tedesco († 1604)
- 1564 - Margherita Gonzaga, nobile italiana († 1618)
- 1570 - Arcasio Ricci, vescovo cattolico e giurista italiano († 1636)
- 1576 - Caspar Schoppe, umanista e filosofo tedesco († 1649)
- 1595 - Benedikt Carpzov, giurista e avvocato tedesco († 1666)

## XVII secolo(19)
- 1601 - Antonio Daniel, missionario francese († 1648)
- 1611 - Diomede V Carafa, duca († 1660)
- 1616 - Cristina Maddalena del Palatinato-Zweibrücken-Kleeburg († 1662)
- 1623 - William Petty, filosofo, medico e economista inglese († 1687)
- 1626 - Guglielmo II d'Orange, nobile olandese († 1650)
- 1636 - Thormodus Torfæus, storico islandese († 1719)
- 1649 - Francesco Bonesana, vescovo cattolico italiano († 1709)
- 1651 - Louis-Antoine de Noailles, cardinale e arcivescovo cattolico francese († 1729)
- 1652 - Elisabetta Carlotta del Palatinato, principessa tedesca († 1722)
- 1663 - Pierre Jaillard Bressan, francese († 1731)
- 1667 - Bernardino Fera, pittore italiano († 1714)
- 1676 - Maria Clara Eimmart, disegnatrice e astronoma tedesca († 1707)
- 1679 - Leopoldo Antonio Eleuterio Firmian, arcivescovo cattolico austriaco († 1744)
- 1679 - Leopoldina Eleonora del Palatinato-Neuburg, nobile tedesca († 1693)
- 1684 - Wilhelm Reinhard von Neipperg, generale austriaco († 1774)
- 1685 - Simone Maria Poggi, drammaturgo e poeta italiano († 1749)
- 1689 - Andreas Jakob von Dietrichstein, arcivescovo cattolico austriaco († 1753)
- 1699 - Bernardino de Bernardis, vescovo cattolico italiano († 1758)
- 1699 - Gianantonio Guardi, pittore italiano († 1760)

## XVIII secolo(31)
- 1702 - Enrichetta d'Este, nobile italiana († 1777)
- 1706 - Andrea Pasta, medico e letterato italiano († 1782)
- 1723 - Manuel Antonio Flórez, generale spagnolo († 1799)
- 1728 - Gaetano Bonanno, vescovo cattolico italiano († 1806)
- 1732 - Cristoforo Unterperger, pittore austriaco († 1798)
- 1735 - José Joaquín Romero y Fernández de Landa, ammiraglio e ingegnere spagnolo († 1807)
- 1735 - Filippo Vibò di Prales, generale italiano († 1821)
- 1738 - Bonaventura Furlanetto, compositore italiano († 1817)
- 1739 - François Ignace Ervoil d'Oyré, generale francese († 1799)
- 1740 - Gaetano Maccà, abate e storico italiano († 1824)
- 1749 - Lotario Tomba, architetto italiano († 1823)
- 1759 - Luigi Lamberti, poeta, scrittore e traduttore italiano († 1813)
- 1763 - Paolo Andreani, viaggiatore e nobile italiano († 1823)
- 1763 - Juan Germán Roscio, avvocato, giornalista e politico venezuelano († 1821)
- 1763 - Uthman ibn Ali, sovrano tunisino († 1814)
- 1768 - Marie Adélaide Lenormand, scrittrice e esoterista francese († 1843)
- 1770 - William Stark, architetto e urbanista scozzese († 1812)
- 1774 - Francis Beaufort, ammiraglio, cartografo e esploratore britannico († 1857)
- 1775 - Giuseppe Maffei, religioso e storico della letteratura italiano († 1858)
- 1778 - Giovanni Gherardini, librettista italiano († 1861)
- 1783 - Luigi Frezza, cardinale e arcivescovo cattolico italiano († 1837)
- 1787 - Artur Stanisław Potocki, nobile e ufficiale polacco († 1832)
- 1787 - Benjamin Valz, astronomo francese († 1867)
- 1788 - Antonio Marini, pittore, incisore e restauratore italiano († 1861)
- 1789 - Lorenzo Simonetti, cardinale italiano († 1855)
- 1790 - Giuseppina Negrelli, italiana († 1842)
- 1794 - Pëtr Jakovlevič Čaadaev, filosofo russo († 1856)
- 1794 - John Conolly, psichiatra britannico († 1866)
- 1794 - Cornelius Vanderbilt, imprenditore statunitense († 1877)
- 1798 - Édouard Monnais, drammaturgo e giornalista francese († 1868)
- 1799 - Fromental Halévy, compositore francese († 1862)

## XIX secolo(152)
- 1801 - Domenico Cosselli, basso-baritono italiano († 1855)
- 1802 - Francesco La Grassa, organaro italiano († 1868)
- 1806 - Luigi Bianchis di Pomaretto, generale italiano († 1877)
- 1809 - Anna Lapini, religiosa italiana († 1860)
- 1811 - Maria Giuseppa Rossello, religiosa italiana († 1880)
- 1812 - Wilhelm Konrad Hermann Müller, filologo e scrittore tedesco († 1890)
- 1812 - Stepanos Nazarian, editore, critico letterario e giornalista armeno († 1879)
- 1812 - Giovanni Sotis, medico, politico e storico italiano († 1886)
- 1816 - Antoni Rovira i Trias, architetto e urbanista spagnolo († 1889)
- 1816 - Ugo di Hohenlohe-Öhringen, principe tedesco († 1897)
- 1817 - Giuseppe Bardari, magistrato e scrittore italiano († 1861)
- 1818 - Amelia Bloomer, attivista statunitense († 1894)
- 1818 - Franciscus Donders, fisiologo e oculista olandese († 1889)
- 1818 - Anton Niklas Sundberg, arcivescovo luterano svedese († 1900)
- 1819 - Giorgio V di Hannover, sovrano tedesco († 1878)
- 1819 - Julia Ward Howe, attivista e poetessa statunitense († 1910)
- 1820 - Matilde Bonaparte, pittrice francese († 1904)
- 1821 - Emanuele Borromeo, nobile, politico e militare italiano († 1906)
- 1821 - Pietro Giuseppe Roda, architetto del paesaggio italiano († 1895)
- 1822 - Leopold e Rudolf Blaschka, artista tedesco († 1895)
- 1822 - Joachim Raff, compositore e pianista tedesco († 1882)
- 1823 - John G. Foster, generale statunitense († 1874)
- 1826 - Marie-Hélène Aarestrup, pittrice norvegese († 1919)
- 1827 - Richard Beez, matematico tedesco († 1902)
- 1827 - Edward Stanford, editore e cartografo inglese († 1904)
- 1828 - Charles Henry Spencer-Churchill, militare britannico († 1877)
- 1830 - Cesare Bartolena, pittore e fotografo italiano († 1903)
- 1830 - Filippo Spatafora, patriota e politico italiano († 1913)
- 1830 - François Willème, pittore, scultore e fotografo francese († 1905)
- 1831 - Luigi Cossa, economista italiano († 1896)
- 1831 - Giuseppe Gavazzi, numismatico italiano († 1913)
- 1832 - Aleksandr Nikolaevič Aksakov, psicologo russo († 1903)
- 1832 - Jules Lachelier, filosofo francese († 1918)
- 1832 - Lizardo Montero, politico peruviano († 1905)
- 1832 - William Robert Ware, architetto e scrittore statunitense († 1915)
- 1836 - Jason Gould, imprenditore statunitense († 1892)
- 1836 - Edwin Gray Lee, generale statunitense († 1870)
- 1837 - Wild Bill Hickok, pistolero statunitense († 1876)
- 1837 - Illarion Ivanovič Voroncov-Daškov, politico e militare russo († 1916)
- 1838 - Antonio Baldissera, generale italiano († 1917)
- 1839 - Salvatore Albano, scultore italiano († 1893)
- 1839 - Modesto Faustini, pittore italiano († 1891)
- 1839 - Lucjan Malinowski, linguista polacco († 1898)
- 1839 - François-Désiré Mathieu, cardinale e arcivescovo cattolico francese († 1908)
- 1840 - Lars Fredrik Nilson, chimico svedese († 1899)
- 1841 - Franz Schwarz, scultore tedesco († 1911)
- 1843 - Paul von Thurn und Taxis, militare tedesco († 1879)
- 1843 - Giovanni Stucky, imprenditore svizzero († 1910)
- 1844 - Teresa Helena Higginson, mistica britannica († 1905)
- 1845 - Ignazio Boncompagni Ludovisi, politico italiano († 1913)
- 1847 - Ed Schieffelin, esploratore e minatore statunitense († 1897)
- 1848 - Angelo Fuchs, ingegnere e architetto italiano († 1920)
- 1850 - Eduard Ausfeld, archivista e storico tedesco († 1906)
- 1850 - Thomas Neill Cream, serial killer britannico († 1892)
- 1851 - Karl Dehio, patologo tedesco († 1927)
- 1852 - Enrico Stelluti Scala, politico e poeta italiano († 1905)
- 1853 - Henri-Paul Nénot, architetto francese († 1934)
- 1854 - Georges Eekhoud, scrittore belga († 1927)
- 1854 - Sergej Ščukin, imprenditore e collezionista d'arte russo († 1936)
- 1855 - Augusto Miranda y Godoy, ammiraglio, politico e scrittore spagnolo († 1920)
- 1856 - Adolfo Bacci, pittore italiano († 1897)
- 1857 - Giovanni Cerri, politico italiano († 1915)
- 1857 - Theodor Curtius, chimico tedesco († 1928)
- 1858 - Chiara Bosatta, religiosa e educatrice italiana († 1887)
- 1860 - Manuel Teixeira Gomes, politico portoghese († 1941)
- 1860 - Friedrich Zschokke, zoologo svizzero († 1936)
- 1861 - Victoria Earle Matthews, scrittrice, attivista e giornalista statunitense († 1907)
- 1862 - Charles Brandt, attore statunitense († 1924)
- 1862 - Giuseppe Vittorio Cerini, scultore italiano († 1935)
- 1862 - Hermann Obrist, scultore svizzero († 1927)
- 1863 - Ambrogio Portaluppi, presbitero, teologo e scrittore italiano († 1923)
- 1863 - Franz Schalk, direttore d'orchestra austriaco († 1931)
- 1866 - Felice Momigliano, storico e scrittore italiano († 1924)
- 1867 - Arnold Bennett, scrittore, drammaturgo e giornalista inglese († 1931)
- 1867 - Caleb Bradham, farmacista statunitense († 1934)
- 1868 - Aleksa Šantić, poeta serbo († 1924)
- 1868 - Henry Terry, crickettista britannico († 1952)
- 1869 - Guido Meineri, pittore italiano († 1944)
- 1870 - Mary Victoria Leiter, statunitense († 1906)
- 1870 - Antonio Mosca, pittore italiano († 1951)
- 1870 - Adolf Schulten, archeologo, storico e filologo tedesco († 1960)
- 1871 - Georges Rouault, pittore francese († 1958)
- 1873 - Jack Abeillé, illustratore e incisore francese († 1939)
- 1873 - Luigi Solari, ingegnere italiano († 1957)
- 1874 - Raimondo Annecchino, storico, scrittore e politico italiano († 1954)
- 1874 - Dustin Farnum, attore cinematografico statunitense († 1929)
- 1875 - Carl Benedicks, fisico, mineralogista e chimico svedese († 1958)
- 1875 - Frederick Cuming, crickettista britannico († 1942)
- 1876 - Angelo Badà, tenore italiano († 1941)
- 1876 - Pietro Branchina, compositore italiano († 1953)
- 1876 - John Gilmour, politico e ufficiale scozzese († 1940)
- 1876 - Jan Kucharzewski, politico e storico polacco († 1952)
- 1876 - Wilhelm Levison, storico tedesco († 1947)
- 1876 - Ferdynand Ossendowski, scrittore, giornalista e esploratore polacco († 1945)
- 1876 - William Stanier, ingegnere inglese († 1965)
- 1877 - Isadora Duncan, danzatrice statunitense († 1927)
- 1877 - Oscar Vladislas de Lubicz-Milosz, poeta, diplomatico e esoterista lituano († 1939)
- 1878 - Riccardo De Caroli, militare italiano († 1912)
- 1878 - Frank Floyd, pugile statunitense († 1950)
- 1878 - Anna Fraentzel Celli, infermiera e filantropa tedesca († 1958)
- 1878 - Ned Liddle, calciatore e allenatore di calcio inglese († 1968)
- 1878 - Ugo Parodi di Belsito, militare e politico italiano († 1942)
- 1879 - Karl Bühler, psicologo tedesco († 1963)
- 1879 - Hans Lammers, politico e generale tedesco († 1962)
- 1879 - Alberto Meschi, anarchico e sindacalista italiano († 1958)
- 1879 - Lucile Watson, attrice canadese († 1962)
- 1880 - Hugh Elles, generale inglese († 1945)
- 1880 - Joseph Grew, diplomatico statunitense († 1965)
- 1881 - Adolf Erbslöh, pittore tedesco († 1947)
- 1881 - Rudolf Pannwitz, scrittore tedesco († 1969)
- 1881 - Enrico Serretta, giornalista, romanziere e commediografo italiano († 1939)
- 1883 - Giuseppe Mangiarotti, schermidore italiano († 1970)
- 1884 - Max Brod, giornalista, scrittore e compositore austro-ungarico († 1968)
- 1885 - Augusto Silvestri, violinista e direttore d'orchestra italiano († 1969)
- 1885 - Richmond Turner, ammiraglio statunitense († 1961)
- 1885 - Zbigniew Pronaszko, pittore polacco († 1958)
- 1886 - Francesco D'Alessio, politico e giurista italiano († 1949)
- 1887 - Enrico Ferrari, politico italiano († 1969)
- 1887 - Freddie Grubb, ciclista su strada britannico († 1949)
- 1888 - Louis Durey, compositore francese († 1979)
- 1889 - Erick-Oskar Hansen, generale tedesco († 1967)
- 1889 - Umberto Tupini, avvocato e politico italiano († 1973)
- 1889 - Issei Yamamoto, astronomo giapponese († 1959)
- 1889 - Marie-Agnès de Gaulle, partigiana francese († 1982)
- 1890 - Fritzi Brunette, attrice statunitense († 1943)
- 1890 - Dante Cavazzini, filantropo e mecenate italiano († 1987)
- 1890 - Konstantin Vasil'evič Ivanov, poeta, drammaturgo e romanziere russo († 1915)
- 1891 - Enrico Bonessa, generale e ingegnere italiano († 1983)
- 1892 - Artur Berger, scenografo, regista e sceneggiatore austriaco († 1981)
- 1893 - Margaret Loomis, attrice statunitense († 1969)
- 1894 - Louis-Ferdinand Céline, scrittore, medico e militare francese († 1961)
- 1894 - Dashiell Hammett, scrittore e investigatore statunitense († 1961)
- 1894 - Vera Orlova, attrice russa († 1977)
- 1895 - Otto Katz, scrittore e antifascista ceco († 1952)
- 1895 - Pantelejmon Petrovič Sazonov, regista cinematografico russo († 1950)
- 1896 - Alcide Aimi, sindacalista e politico italiano († 1960)
- 1897 - John Douglas Cockcroft, fisico britannico († 1967)
- 1897 - Henrique Golland Trindade, arcivescovo cattolico brasiliano († 1974)
- 1897 - Karl Höger, allenatore di calcio e calciatore tedesco († 1975)
- 1897 - Vilhelm Jørgensen, calciatore danese († 1967)
- 1897 - Adolf Portmann, zoologo, biologo e filosofo svizzero († 1982)
- 1897 - Rolf Scherenberg, generale tedesco († 1961)
- 1898 - Siro Contri, filosofo e storico della filosofia italiano († 1969)
- 1898 - Lee Garmes, direttore della fotografia statunitense († 1978)
- 1899 - Giuseppe Beati, militare e aviatore italiano († 1929)
- 1899 - Hans Brausewetter, attore tedesco († 1945)
- 1899 - Antonino Trizzino, giornalista e militare italiano († 1973)
- 1899 - Charles de Tolnay, storico dell'arte ungherese († 1981)
- 1900 - Sture Bolin, storico svedese († 1962)
- 1900 - Magda Portal, scrittrice e poetessa peruviana († 1989)
- 1900 - Marianne Rie Kris, psicoanalista austriaca († 1980)
- 1900 - Michelangelo Semeraro, storico e educatore italiano († 1965)

## XX secolo(881)
- 1901 - Carlo Boccassi, politico e partigiano italiano († 1990)
- 1901 - Conrad Arnold Elvehjem, biochimico statunitense († 1962)
- 1901 - Guido Guidi, pittore italiano († 1998)
- 1901 - Otto Huber, militare e aviatore italiano († 1929)
- 1901 - Juan Carlos Iribarren, calciatore argentino
- 1901 - Joseph Wendel, cardinale e arcivescovo cattolico tedesco († 1960)
- 1902 - Émile Benveniste, linguista francese († 1976)
- 1902 - Teresa Buelloni, poetessa italiana († 1989)
- 1902 - Ivan Ivanovič Kataev, poeta russo († 1937)
- 1902 - Erminio Macario, attore e comico italiano († 1980)
- 1903 - Walt Kiesling, allenatore di football americano e giocatore di football americano statunitense († 1962)
- 1903 - Vincenzo Verginelli, scrittore e esoterista italiano († 1987)
- 1904 - John C. Bailar Jr., chimico statunitense († 1991)
- 1904 - Gabriella Bemporad, saggista e traduttrice italiana († 1999)
- 1904 - Mildred Breedlove, poetessa statunitense († 1994)
- 1904 - Tarcisio Fusco, compositore, direttore d'orchestra e pianista italiano († 1962)
- 1904 - Ernst von Hohenberg, nobile austriaco († 1954)
- 1904 - Vladimir Grigor'evič Legošin, regista cinematografico sovietico († 1954)
- 1904 - Hōzō Nakajima, regista giapponese
- 1905 - Young Corbett III, pugile statunitense († 1993)
- 1905 - Francisco Fedullo, calciatore uruguaiano († 1963)
- 1905 - Helios Gómez, pittore, disegnatore e poeta spagnolo († 1956)
- 1905 - Arvīds Jurgens, calciatore e hockeista su ghiaccio lettone († 1955)
- 1905 - Karl Köther, pistard tedesco († 1986)
- 1905 - Pierson Parker, teologo e biblista statunitense († 1995)
- 1905 - Carlo Romagnoli, aviatore e militare italiano († 1941)
- 1906 - Buddhadasa, monaco buddhista e attivista thailandese († 1993)
- 1906 - Harry Hibbs, allenatore di calcio e calciatore inglese († 1984)
- 1906 - Antonio Rosario Mennonna, vescovo cattolico italiano († 2009)
- 1907 - Andrea Capitanio, allenatore di calcio e calciatore italiano († 1966)
- 1907 - Rachel Carson, biologa e zoologa statunitense († 1964)
- 1907 - Giorgio Delvai, calciatore italiano
- 1907 - Mario Ghisleni, militare e carabiniere italiano († 1936)
- 1907 - Antoni Łyko, calciatore polacco († 1941)
- 1907 - Lina Pagliughi, soprano statunitense († 1980)
- 1907 - Sebastian Ploner, pallanuotista austriaco († 1981)
- 1907 - Arturo Rodríguez, pugile e rugbista a 15 argentino († 1982)
- 1907 - Herbert Seifert, matematico tedesco († 1996)
- 1907 - Giuseppe Maria Sensi, cardinale e arcivescovo cattolico italiano († 2001)
- 1908 - Agnellus Andrew, vescovo cattolico scozzese († 1987)
- 1908 - Gina Mattarolo, attrice italiana († 2000)
- 1908 - Frank S. Nugent, sceneggiatore, giornalista e critico cinematografico statunitense († 1965)
- 1908 - Alighiero Tondi, presbitero, pittore e politico italiano († 1984)
- 1908 - Fritz Witt, generale tedesco († 1944)
- 1909 - Guido Maria Casullo, vescovo cattolico italiano († 2004)
- 1909 - Don Finlay, ostacolista e velocista britannico († 1970)
- 1909 - Mary McAllister, attrice statunitense († 1991)
- 1909 - Juan Vicente Pérez Mora, supercentenario venezuelano († 2024)
- 1909 - Joseph Schauers, canottiere statunitense († 1987)
- 1909 - Donald Trumbull, effettista statunitense († 2004)
- 1910 - Mario Majoni, pallanuotista e allenatore di pallanuoto italiano († 1985)
- 1910 - Luis Antonio Sánchez, calciatore argentino
- 1910 - Bruno Sargentini, politico italiano († 1984)
- 1911 - Leone Comini, giornalista e scrittore italiano († 1978)
- 1911 - Hubert Humphrey, politico statunitense († 1978)
- 1911 - Fritz Knöchlein, militare tedesco († 1949)
- 1911 - Teddy Kollek, politico israeliano († 2007)
- 1911 - Oleg Ošenkov, allenatore di calcio e calciatore sovietico († 1976)
- 1911 - Vincent Price, attore statunitense († 1993)
- 1911 - Richard Waring, attore britannico († 1993)
- 1912 - John Cheever, scrittore statunitense († 1982)
- 1912 - Aldo De Vidal, pittore italiano († 2006)
- 1912 - Roberto Gaja, diplomatico italiano († 1992)
- 1912 - Norio Taniguchi, ingegnere giapponese († 1999)
- 1913 - Franca Brambilla Ageno, filologa e italianista italiana († 1995)
- 1913 - Willie Best, attore statunitense († 1962)
- 1913 - Robert Borg, cavaliere statunitense († 2005)
- 1913 - Vicente Calderón Pérez-Cavada, imprenditore, banchiere e dirigente sportivo spagnolo († 1987)
- 1913 - Bruno Ciuffarin, calciatore italiano († 1955)
- 1913 - Giulio Liberati, calciatore italiano († 1992)
- 1913 - Amílcar Mesa, cestista uruguaiano († 2003)
- 1913 - Aurelio Robotti, ingegnere italiano († 1994)
- 1913 - Wols, pittore, fotografo e grafico tedesco († 1951)
- 1913 - José Vela Zanetti, pittore spagnolo († 1999)
- 1914 - Otello Bonvicini, partigiano italiano († 1945)
- 1914 - Renzo Nostini, dirigente sportivo e schermidore italiano († 2005)
- 1914 - Ľudovít Rado, calciatore cecoslovacco († 1992)
- 1915 - Herman Wouk, scrittore statunitense († 2019)
- 1916 - Adolfo L'Arco, religioso, teologo e filosofo italiano († 2010)
- 1916 - John Macionis, nuotatore statunitense († 2012)
- 1916 - George Rung, cestista e allenatore di pallacanestro statunitense († 1996)
- 1917 - Les McKay, pallanuotista australiano († 1981)
- 1917 - Flora Wiechmann Savioli, artista italiana († 2011)
- 1918 - Frank Balistrieri, mafioso statunitense († 1993)
- 1918 - Yasuhiro Nakasone, politico giapponese († 2019)
- 1919 - Emvin Cremona, artista maltese († 1987)
- 1919 - Andrzej Nowicki, filosofo polacco († 2011)
- 1919 - Athos Panciroli, calciatore italiano († 1987)
- 1919 - Jenny Zanelli, schermitrice italiana
- 1920 - Karel Finek, allenatore di calcio e calciatore cecoslovacco († 1989)
- 1920 - Marcello Melani, dirigente sportivo italiano († 2002)
- 1920 - Rubén Uriza, cavaliere messicano († 1992)
- 1920 - Gabrielle Wittkop, scrittrice francese († 2002)
- 1921 - Caryl Chessman, criminale e scrittore statunitense († 1960)
- 1921 - Fosco Dinucci, politico e partigiano italiano († 1993)
- 1921 - Jetty Paerl, cantante olandese († 2013)
- 1922 - Mirella Avalle, velocista italiana († 2012)
- 1922 - Otto Carius, militare tedesco († 2015)
- 1922 - Christopher Lee, attore e cantante britannico († 2015)
- 1922 - Ray Montgomery, attore statunitense († 1998)
- 1922 - Virginio Salimbeni, ciclista su strada italiano († 2011)
- 1922 - Bianca Toccafondi, attrice italiana († 2004)
- 1923 - Gastone Bartolucci, attore italiano († 1990)
- 1923 - Allan Birnbaum, statistico statunitense († 1976)
- 1923 - Bernard Dwork, matematico statunitense († 1998)
- 1923 - Giorgio Kirschner, direttore di coro e pianista italiano († 2002)
- 1923 - Henry Kissinger, politico e diplomatico statunitense († 2023)
- 1923 - Massimo Lucentini, cestista italiano
- 1923 - Jacques Lunis, velocista francese († 2008)
- 1923 - Danilo Martelli, calciatore italiano († 1949)
- 1923 - Lorenzo Milani, presbitero, scrittore e docente italiano († 1967)
- 1923 - Inge Morath, fotografa austriaca († 2002)
- 1924 - Luigi Batzella, attore e regista italiano († 2008)
- 1924 - Irasema Dilian, attrice italiana († 1996)
- 1924 - Jaime Lusinchi, politico venezuelano († 2014)
- 1924 - Mario Maggi, storico italiano († 2013)
- 1924 - Steve Romanik, giocatore di football americano statunitense († 2009)
- 1924 - Vittorio Seghezzi, ciclista su strada italiano († 2019)
- 1924 - Karl Wolf, calciatore tedesco orientale († 2005)
- 1925 - Hans Andersen, calciatore norvegese († 1999)
- 1925 - Jean-Paul Aron, scrittore e giornalista francese († 1988)
- 1925 - René Derency, cestista francese († 1954)
- 1925 - Walter Eich, calciatore e allenatore di calcio svizzero († 2018)
- 1925 - Adelina Gutiérrez, astrofisica cilena († 2015)
- 1925 - Tony Hillerman, scrittore statunitense († 2008)
- 1925 - William Leslie, attore statunitense († 2005)
- 1925 - Milo Navasa, alpinista italiano († 2009)
- 1925 - Gian Tommaso Scarascia Mugnozza, agronomo italiano († 2011)
- 1925 - Nicolas Vogel, attore francese († 2006)
- 1926 - Giovanni Cesareo, giornalista, scrittore e critico televisivo italiano († 2015)
- 1926 - Bud Shank, sassofonista e flautista statunitense († 2009)
- 1926 - Marcel Renaud, canoista francese († 2016)
- 1926 - Kees Rijvers, calciatore e allenatore di calcio olandese († 2024)
- 1927 - Ricardo Brennand, imprenditore e collezionista d'arte brasiliano († 2020)
- 1927 - Ferdinando Camuncoli, militare italiano († 1944)
- 1927 - Domenico De Vito, calciatore italiano († 2014)
- 1927 - Mario Garbuglia, scenografo italiano († 2010)
- 1927 - Freddie Gruber, batterista e insegnante statunitense († 2011)
- 1927 - Jud Heathcote, cestista e allenatore di pallacanestro statunitense († 2017)
- 1927 - Peter Malkin, agente segreto israeliano († 2005)
- 1927 - Ranulfo Miranda, allenatore di calcio e calciatore paraguaiano († 2017)
- 1928 - Silvano Girardello, pittore italiano († 2016)
- 1928 - Dick Schnittker, cestista statunitense († 2020)
- 1929 - Curzia Ferrari, poetessa, giornalista e scrittrice italiana
- 1929 - Bjarne Hansen, calciatore norvegese († 2023)
- 1929 - William Kelley, sceneggiatore statunitense († 2003)
- 1929 - Péter Szondi, critico letterario e filologo ungherese († 1971)
- 1929 - Lode Wouters, ciclista su strada belga († 2014)
- 1930 - John Barth, scrittore statunitense († 2024)
- 1930 - Guido Brunner, diplomatico e politico tedesco († 1997)
- 1930 - Ed Longfellow, cestista statunitense († 1993)
- 1930 - Madeleine Ouellette-Michalska, scrittrice canadese
- 1930 - Adelmo Prenna, allenatore di calcio e calciatore italiano († 2008)
- 1930 - Eino Tamberg, compositore estone († 2010)
- 1931 - Zora Folley, pugile statunitense († 1972)
- 1931 - Bernard Fresson, attore francese († 2002)
- 1931 - Faten Hamama, attrice e produttrice cinematografica egiziana († 2015)
- 1931 - Philip Kotler, economista statunitense
- 1931 - Giampaolo Lai, psicoanalista italiano
- 1931 - Francesco Paolo Liuzzi, politico e medico italiano († 2011)
- 1931 - Ignazio e Antonino Salvo, mafioso italiano († 1992)
- 1931 - James Q. Wilson, politologo statunitense († 2012)
- 1932 - Steve Franken, attore statunitense († 2012)
- 1932 - Roy Stephenson, calciatore inglese († 2000)
- 1932 - José Varacka, allenatore di calcio e calciatore argentino († 2018)
- 1932 - Gennadij Šatkov, pugile sovietico († 2009)
- 1933 - Antonino Buttitta, antropologo e politico italiano († 2017)
- 1933 - Antonio Danieli, ex rugbista a 15 italiano
- 1933 - Jane Elliott, insegnante e attivista statunitense
- 1933 - Gerald Feinberg, fisico statunitense († 1992)
- 1933 - George Jones, ex calciatore maltese
- 1933 - Uña Ramos, flautista e compositore argentino († 2014)
- 1933 - Giulio Scapaticci, pittore italiano († 2006)
- 1933 - Manfred Sommer, fumettista spagnolo († 2007)
- 1934 - Bryan Douglas, ex calciatore inglese
- 1934 - Harlan Ellison, scrittore statunitense († 2018)
- 1934 - Giuseppe Guzzetti, politico, banchiere e filantropo italiano
- 1934 - Klaus Kotter, dirigente sportivo tedesco († 2010)
- 1934 - Sergio Los, architetto italiano († 2024)
- 1934 - Tarcisio Merati, pittore italiano († 1995)
- 1934 - Enzo Siciliano, scrittore, saggista e drammaturgo italiano († 2006)
- 1934 - Mado Supt, cestista francese († 2006)
- 1935 - Edson Bispo dos Santos, cestista e allenatore di pallacanestro brasiliano († 2011)
- 1935 - Mal Evans, manager e musicista britannico († 1976)
- 1935 - Franco Fontanot, calciatore italiano († 2020)
- 1935 - Toma Garai, compositore di scacchi rumeno († 2011)
- 1935 - Valentino Giacobbi, bobbista e dirigente sportivo italiano († 2020)
- 1935 - Ramsey Lewis, compositore e pianista statunitense († 2022)
- 1935 - Lee Meriwether, ex modella e attrice statunitense
- 1935 - Ferdinando Russo, politico italiano
- 1935 - Peter Sasdy, regista ungherese
- 1935 - Albert Wiggins, nuotatore statunitense († 2011)
- 1936 - Eric Anderson, critico letterario scozzese († 2020)
- 1936 - Benito Davanzati, calciatore italiano († 2025)
- 1936 - Louis Gossett Jr., attore statunitense († 2024)
- 1936 - Rufus Jones, batterista statunitense († 1990)
- 1936 - Francesco Mazzola, politico italiano († 2014)
- 1936 - John Pelling, schermidore britannico († 2023)
- 1937 - Sérgio Cabral, giornalista, scrittore e politico brasiliano († 2024)
- 1937 - Allan Carr, produttore cinematografico e sceneggiatore statunitense († 1999)
- 1937 - Eva Christian, attrice tedesca
- 1937 - Andrej Georgievič Bitov, scrittore russo († 2018)
- 1937 - Erich Hahn, calciatore tedesco († 2007)
- 1937 - Gérard Klein, scrittore di fantascienza francese
- 1937 - Elettra Morini, ex ballerina italiana
- 1938 - Italo Castellani, calciatore, allenatore di calcio e dirigente sportivo italiano († 2013)
- 1938 - Jackie Étienne, cestista francese († 2013)
- 1938 - Elizabeth Harwood, soprano britannico († 1990)
- 1938 - Giuseppe Orlando, calciatore italiano († 2023)
- 1938 - Dany París, attrice e conduttrice televisiva francese
- 1938 - Memo Remigi, cantautore, compositore e personaggio televisivo italiano
- 1938 - Andrea Spione, trombettista, compositore e direttore d'orchestra italiano († 2006)
- 1938 - Christian von Wernich, presbitero argentino
- 1938 - Igor' Arkad'evič Zajcev, scacchista russo
- 1939 - Frank Bidart, poeta statunitense
- 1939 - Sarah Caudwell, scrittrice britannica († 2000)
- 1939 - Sokratis Kokkalis, imprenditore greco
- 1939 - Ulisse Santicchi, scenografo, costumista e regista teatrale italiano
- 1939 - Don Williams, cantautore statunitense († 2017)
- 1939 - José Maria dos Santos Motta, ex cestista e ex calciatore brasiliano
- 1940 - Gillian Barge, attrice inglese († 2003)
- 1940 - Jan Bruins, pilota motociclistico olandese († 1997)
- 1940 - Sotsha Dlamini, politico swati († 2017)
- 1940 - Hubert Kostka, allenatore di calcio e ex calciatore polacco
- 1940 - Riki Maiocchi, cantante italiano († 2004)
- 1940 - Zack Norman, attore, produttore cinematografico e regista statunitense († 2024)
- 1940 - Jean-Claude Piumi, calciatore francese († 1996)
- 1940 - Sergio Simone, politico italiano
- 1940 - Ed Van Impe, hockeista su ghiaccio canadese († 2025)
- 1940 - Gilberto Vendemiati, ex ciclista su strada italiano
- 1941 - Jorge Eduardo Acosta, militare e criminale argentino
- 1941 - Yogiraj Aruna Nath Giri, mistico argentino († 2020)
- 1941 - Robert Nugent Lynch, vescovo cattolico statunitense
- 1941 - Giancarlo Nanni, regista teatrale, drammaturgo e attore italiano († 2010)
- 1942 - Kent Bernard, velocista trinidadiano († 2025)
- 1942 - Maria Burani Procaccini, politica italiana
- 1942 - Piers Courage, pilota di Formula 1 inglese († 1970)
- 1942 - Massimo Scalia, fisico, politico e attivista italiano († 2023)
- 1943 - Raye Birk, attore statunitense
- 1943 - Cilla Black, cantante e attrice britannica († 2015)
- 1943 - Henri Dufranne, fumettista francese
- 1943 - Julian Hammond, cestista statunitense († 2022)
- 1943 - Bruce Weitz, attore statunitense
- 1944 - Chris Dodd, politico statunitense
- 1944 - Carlo Gobbo, telecronista sportivo italiano
- 1944 - Issad Rebrab, imprenditore algerino
- 1944 - Raffaele Simone, linguista e saggista italiano
- 1944 - Alain Souchon, cantautore francese
- 1944 - Pleun Strik, calciatore olandese († 2022)
- 1944 - Palani Vaughan, musicista statunitense († 2016)
- 1944 - Emilio Zapico, pilota automobilistico spagnolo († 1996)
- 1945 - Bruce Cockburn, cantautore canadese
- 1945 - Péter Marót, schermidore ungherese († 2020)
- 1945 - Dennis McCoy, ex sciatore alpino statunitense
- 1945 - Cecilia Valdenassi, soprano italiano
- 1946 - Alma Adams, politica statunitense
- 1946 - Niels-Henning Ørsted Pedersen, contrabbassista danese († 2005)
- 1946 - John Williams, pilota motociclistico britannico († 1978)
- 1947 - Gerald Battrick, tennista britannico († 1998)
- 1947 - Franco Branciaroli, attore e regista teatrale italiano
- 1947 - Peter DeFazio, politico statunitense
- 1947 - Georg Feuerstein, indologo tedesco († 2012)
- 1947 - Manfred Grabler, ex sciatore alpino australiano
- 1947 - Luitjen Jansen, bassista tedesco († 2008)
- 1947 - Henry McMaster, politico statunitense
- 1947 - Branko Oblak, allenatore di calcio e ex calciatore sloveno
- 1947 - Kenpachiro Satsuma, stuntman e attore giapponese († 2023)
- 1947 - Marta Vincenzi, politica e scrittrice italiana
- 1948 - Mike Ashley, scrittore inglese
- 1948 - Wubbo de Boer, funzionario olandese († 2017)
- 1948 - Adriana Cerretelli, editorialista e giornalista italiana
- 1948 - Ken Lerner, attore statunitense
- 1948 - Andy Russo, allenatore di pallacanestro statunitense
- 1948 - Aleksandr Aleksandrovič Volkov, cosmonauta sovietico
- 1949 - Terry Collins, allenatore di baseball statunitense
- 1949 - Giorgio Colombo, giocatore di biliardo italiano
- 1949 - Alma Guillermoprieto, giornalista messicana
- 1949 - Serge Patrick Poitras, vescovo cattolico canadese
- 1949 - Christa Vahlensieck, ex maratoneta e mezzofondista tedesca
- 1950 - Mashallah Abdullayev, militare, insegnante e politico azero († 2022)
- 1950 - Dee Dee Bridgewater, cantante statunitense
- 1950 - Makīs Dendrinos, cestista e allenatore di pallacanestro greco († 2015)
- 1950 - Romeu Evangelista, ex calciatore brasiliano
- 1950 - Gianni Facchinello, calciatore italiano († 2003)
- 1950 - Mario González, calciatore uruguaiano († 2019)
- 1950 - Alex Gray, scrittrice britannica
- 1950 - Joe Reaves, cestista statunitense († 2021)
- 1950 - Dag Vestlund, allenatore di calcio e ex calciatore norvegese
- 1951 - Ana Belén, cantante e attrice spagnola
- 1951 - Antonia Bird, regista britannica († 2013)
- 1951 - Francesco Carella, politico italiano
- 1951 - Nico Cirasola, regista, attore e sceneggiatore italiano († 2023)
- 1951 - John Conteh, ex pugile e attore britannico
- 1951 - Michael Franzese, mafioso statunitense
- 1952 - Alfonso Andria, ex politico italiano
- 1952 - Jürgen Ciezki, sollevatore tedesco († 2021)
- 1952 - Rosa Díez, politica spagnola
- 1952 - Pedro Millet, ex velista spagnolo
- 1952 - Francesco Quintini, allenatore di calcio e ex calciatore italiano
- 1952 - Adriano Tedoldi, calciatore italiano († 2018)
- 1953 - Lucio Barani, politico italiano
- 1953 - Antonio Borrometi, politico italiano († 2022)
- 1953 - Graziella Chiappalone, ex modella e showgirl italiana
- 1953 - Leonardo Giuliano, produttore cinematografico e regista italiano
- 1953 - Greg Hicks, attore britannico
- 1953 - Hideyuki Nagashima, ex lottatore giapponese
- 1954 - Konrad Bartelski, giornalista e ex sciatore alpino britannico
- 1954 - Fabrizio Calvi, giornalista e saggista francese († 2021)
- 1954 - Catherine Carr, ex nuotatrice statunitense
- 1954 - Anne Curry, storica inglese
- 1954 - Petre Dicu, ex lottatore rumeno
- 1954 - Lawrence Krauss, fisico, astronomo e saggista statunitense
- 1954 - Jane Musky, scenografa statunitense
- 1954 - Robert Redeker, filosofo e scrittore francese
- 1954 - Shahrdad Rohani, compositore, direttore d'orchestra e violinista iraniano
- 1954 - Dario Silvagni, attore italiano
- 1954 - Jaroslav Skála, ex cestista cecoslovacco
- 1954 - Jackie Slater, ex giocatore di football americano statunitense
- 1955 - Eric Bischoff, imprenditore e dirigente d'azienda statunitense
- 1955 - Andy Cadiff, regista e produttore televisivo statunitense
- 1955 - Hans-Joachim Geisler, ex nuotatore tedesco
- 1955 - Dieter Lehnhoff, compositore, musicologo e direttore d'orchestra guatemalteco
- 1955 - René Martens, ex ciclista su strada belga
- 1955 - Takashi Naito, attore e doppiatore giapponese
- 1955 - Gloria Piedimonte, attrice, cantante e showgirl italiana († 2022)
- 1955 - Richard Schiff, attore statunitense
- 1956 - Jim Cleary, ex calciatore nordirlandese
- 1956 - Massimo De Rossi, attore italiano
- 1956 - Maria Klaassen, ex cestista olandese
- 1956 - Nick Lowery, ex giocatore di football americano tedesco
- 1956 - Cathy Priestner, ex pattinatrice di velocità su ghiaccio canadese
- 1956 - Giuseppe Tornatore, regista, sceneggiatore e produttore cinematografico italiano
- 1956 - Clemens Tönnies, dirigente sportivo e imprenditore tedesco
- 1957 - Mike Dunlap, allenatore di pallacanestro statunitense
- 1957 - Chelsea Field, attrice e ex ballerina statunitense
- 1957 - Bruce Furniss, ex nuotatore statunitense
- 1957 - Duncan Goodhew, ex nuotatore britannico
- 1957 - David Greenwood, cestista statunitense († 2025)
- 1957 - Sergio Hernández, attore cileno
- 1957 - Raimund Hörmann, ex canottiere tedesco
- 1957 - Allen Leavell, ex cestista statunitense
- 1957 - Alonso López, ex calciatore colombiano
- 1957 - Gianluca Marchi, giornalista italiano
- 1957 - Shen Xiangfu, allenatore di calcio e ex calciatore cinese
- 1957 - Siouxsie Sioux, cantautrice britannica
- 1957 - Randy Stephens, cestista colombiano († 2025)
- 1958 - Fiorella Bongini, ex cestista italiana
- 1958 - Fernando Climent, ex canottiere spagnolo
- 1958 - Neil Finn, cantautore e polistrumentista neozelandese
- 1958 - Max Leitner, criminale italiano († 2024)
- 1958 - Sauro Massi, calciatore italiano († 2018)
- 1958 - Claudio Pollio, lottatore italiano
- 1958 - Linnea Quigley, attrice, produttrice cinematografica e compositrice statunitense
- 1958 - Etta Scollo, cantante italiana
- 1958 - Justyn Węglorz, ex cestista polacco
- 1958 - Wayne Williams, criminale statunitense
- 1958 - David Young, scrittore britannico
- 1959 - Tony Collins, ex giocatore di football americano statunitense
- 1959 - Julio Echenique, ex sollevatore cubano
- 1959 - Paolo Gulisano, saggista, scrittore e medico italiano
- 1959 - Vincenzo Pesce, mafioso italiano
- 1959 - Ljudmyla Rogožyna, ex cestista sovietica
- 1959 - Donna Strickland, fisica canadese
- 1960 - Ray Armstead, ex velocista statunitense
- 1960 - Aleksandr Nikolaevič Bašlačëv, cantante, chitarrista e poeta sovietico († 1988)
- 1960 - Sharon Bolton, scrittrice britannica
- 1960 - Bryony Brind, danzatrice e attrice inglese († 2015)
- 1960 - Alex Thomas Kaliyanil, arcivescovo cattolico e missionario indiano
- 1960 - Emir Mutapčić, ex cestista e allenatore di pallacanestro bosniaco
- 1960 - Antonio Pennarella, attore italiano († 2018)
- 1960 - Valentina Peruzzo, ex cestista italiana
- 1960 - María Ascensión Romero, insegnante e missionario spagnolo
- 1960 - Umberto Scipione, compositore, pianista e direttore d'orchestra italiano
- 1960 - Aleksandr Sidorenko, nuotatore sovietico († 2022)
- 1960 - Gabriel Justice Yaw Anokye, arcivescovo cattolico ghanese
- 1961 - José Luíz Barbosa, ex mezzofondista brasiliano
- 1961 - Izaskun Bilbao, giurista e politica spagnola
- 1961 - Marie Bunel, attrice francese
- 1961 - Luca Coletto, politico italiano
- 1961 - Larbi El Hadi, ex calciatore algerino
- 1961 - Peri Gilpin, attrice statunitense
- 1961 - Carlo Monai, politico italiano
- 1961 - Pierre-Henri Raphanel, ex pilota automobilistico francese
- 1961 - Cathy Silvers, attrice statunitense
- 1961 - Jill Sterkel, ex nuotatrice statunitense
- 1962 - Marcelino Bernal, ex calciatore messicano
- 1962 - Ray Borner, ex cestista australiano
- 1962 - Steven Brill, regista, sceneggiatore e attore statunitense
- 1962 - Mariangela D'Abbraccio, attrice italiana
- 1962 - Francesco Mileti, ex calciatore italiano
- 1962 - David Mundell, avvocato e politico scozzese
- 1962 - Scott Perry, politico statunitense
- 1962 - David Pizanti, ex calciatore israeliano
- 1963 - Luca Antonini, giurista italiano
- 1963 - Mauro Caporiccio, sceneggiatore italiano
- 1963 - Laura Dean, attrice e doppiatrice statunitense
- 1963 - Stuart Gray, ex cestista statunitense
- 1963 - Jan Hedengaard, pallavolista svedese
- 1963 - Spoonie Gee, rapper e compositore statunitense
- 1963 - Claudio Lombardo, ex calciatore italiano
- 1963 - Vittorio Matteucci, cantante e attore teatrale italiano
- 1963 - Mary McGuckian, regista, sceneggiatrice e produttrice cinematografica britannica
- 1963 - Anthony Muheria, arcivescovo cattolico keniota
- 1963 - Shantanu Narayen, dirigente d'azienda indiano
- 1963 - Ivar Morten Normark, allenatore di calcio e ex calciatore norvegese
- 1963 - Eric van Rossum, ex calciatore olandese
- 1963 - Eduardas Rozentalis, scacchista lituano
- 1963 - Gonzalo Rubalcaba, pianista, percussionista e compositore cubano
- 1963 - Maria Walliser, ex sciatrice alpina svizzera
- 1964 - Giusy Amato, attrice e conduttrice televisiva italiana
- 1964 - Adam Carolla, attore, doppiatore e conduttore radiofonico statunitense
- 1964 - Yves Caumon, regista francese
- 1964 - Guerrino Cerebuch, ex arbitro di pallacanestro italiano
- 1964 - Marco Gabriele, dirigente sportivo e ex arbitro di calcio italiano
- 1964 - Stephen Lovatt, attore neozelandese
- 1964 - Michail Misunov, ex cestista russo
- 1964 - Elena Yoncheva, giornalista e politica bulgara
- 1964 - João Ricardo, attore portoghese († 2017)
- 1964 - Pekka Vehkonen, pilota motociclistico finlandese
- 1964 - Mario Véner, ex calciatore argentino
- 1965 - Valter Bombassei, giocatore di curling italiano
- 1965 - Todd Bridges, attore statunitense
- 1965 - Pat Cash, allenatore di tennis e ex tennista australiano
- 1965 - Emanuele Crialese, regista e sceneggiatore italiano
- 1965 - Robyn Denholm, dirigente d'azienda australiana
- 1965 - Piero Di Domenico, giornalista e critico cinematografico italiano
- 1965 - William Fotheringham, giornalista britannico
- 1965 - Yoshikazu Isoda, ex calciatore giapponese
- 1965 - Tom Piccirilli, scrittore statunitense († 2015)
- 1965 - Ludovica Tinghi, attrice italiana
- 1965 - Elena Tornikidu, ex cestista russa
- 1965 - Troy Truvillion, ex cestista statunitense
- 1965 - Mauritius Wilde, presbitero e religioso tedesco
- 1966 - Jokin Aperribay, imprenditore e dirigente sportivo spagnolo
- 1966 - Heston Blumenthal, cuoco e personaggio televisivo britannico
- 1966 - Francesco Cabras, regista, attore e fotografo italiano
- 1966 - Eduardo Estíbariz, ex calciatore spagnolo
- 1966 - Francesco Gusmitta, attore e regista italiano
- 1966 - Sean Kinney, batterista statunitense
- 1966 - Eric Leckner, ex cestista statunitense
- 1966 - Fabio Poggiali, attore teatrale, drammaturgo e regista teatrale italiano († 2016)
- 1966 - Luís Tarallo, allenatore di pallacanestro brasiliano
- 1966 - Fujio Yamamoto, ex calciatore giapponese
- 1967 - Toninho Cecílio, ex calciatore brasiliano
- 1967 - Juan Carlos Cuminetti, ex pallavolista argentino
- 1967 - Matteo Del Fante, dirigente d'azienda e dirigente pubblico italiano
- 1967 - Alain Escalle, regista francese
- 1967 - Paul Gascoigne, ex calciatore inglese
- 1967 - Paco Martín, ex cestista spagnolo
- 1967 - Eddie McClintock, attore statunitense
- 1967 - George McCloud, ex cestista statunitense
- 1967 - Andrea Mirò, cantautrice, direttrice d'orchestra e polistrumentista italiana
- 1967 - Gerardina Trovato, cantautrice italiana
- 1967 - Doug West, ex cestista e allenatore di pallacanestro statunitense
- 1968 - Kiyohiko Azuma, fumettista giapponese
- 1968 - Jeff Bagwell, ex giocatore di baseball statunitense
- 1968 - Rebekah Brooks, giornalista e editrice britannica
- 1968 - Luigi Chiatti, serial killer italiano
- 1968 - Harun Erdenay, ex cestista turco
- 1968 - Carlo Finco, ex ciclista su strada italiano
- 1968 - Stefan Mogren, ex calciatore svedese
- 1968 - Vincenzo Peluso, attore italiano
- 1968 - Chris Roberts, autore di videogiochi e produttore cinematografico statunitense
- 1968 - Frank Thomas, ex giocatore di baseball statunitense
- 1968 - Elena Volkova, ex nuotatrice russa
- 1968 - Jennifer Wexton, politica statunitense
- 1968 - Devrim Yakut, attrice turca
- 1969 - Nasser Bourita, politico e diplomatico marocchino
- 1969 - Jiří Dienstbier, giurista, avvocato e politico ceco
- 1969 - Craig Federighi, ingegnere e dirigente d'azienda statunitense
- 1969 - Michael Glöckner, ex pistard tedesco
- 1969 - Massimiliano Manfredi, doppiatore, direttore del doppiaggio e dialoghista italiano
- 1969 - José Luis Mumbiela Sierra, vescovo cattolico e missionario spagnolo
- 1969 - Miah Persson, soprano svedese
- 1969 - Paola Testa, ex mezzofondista italiana
- 1969 - Yasuo Wakisaka, giocatore di football americano giapponese
- 1969 - Travis Williams, ex cestista statunitense
- 1970 - Michele Bartoli, ex ciclista su strada italiano
- 1970 - Christopher Blauvelt, direttore della fotografia statunitense
- 1970 - Mara Brock Akil, sceneggiatrice e produttrice televisiva statunitense
- 1970 - John De Leo, cantante e compositore italiano
- 1970 - Tim Farron, politico britannico
- 1970 - Joseph Fiennes, attore britannico
- 1970 - Melissa Hortman, politica statunitense († 2025)
- 1970 - Faraaz Khan, attore e modello indiano († 2020)
- 1970 - Bianka Panova, ex ginnasta bulgara
- 1970 - Jérôme Robart, attore, regista e doppiatore francese
- 1970 - Pilar Valero, cestista e allenatrice di pallacanestro spagnola († 2022)
- 1970 - Zuzana Vasilková, ex cestista slovacca
- 1971 - Corey Beck, ex cestista statunitense
- 1971 - Paul Bettany, attore britannico
- 1971 - Gianluca Colarusso, dirigente pubblico italiano († 2002)
- 1971 - Bohdan John Danylo, vescovo cattolico polacco
- 1971 - Luca Del Savio, curatore editoriale italiano
- 1971 - Glenn Ficarra e John Requa, regista, sceneggiatore e produttore cinematografico statunitense
- 1971 - Salvatore Ficarra, comico, attore e cabarettista italiano
- 1971 - Ruben Garlini, allenatore di calcio e ex calciatore italiano
- 1971 - Renáta Hiráková, ex cestista slovacca
- 1971 - Lisa Lopes, rapper, cantante e compositrice statunitense († 2002)
- 1971 - Neli Marinova, ex pallavolista bulgara
- 1971 - Dejan Parežanin, allenatore di pallacanestro e ex cestista serbo
- 1971 - Sean Reinert, batterista statunitense († 2020)
- 1971 - Monika Schnarre, attrice e modella canadese
- 1971 - Lee Sharpe, ex calciatore inglese
- 1971 - Grant Stafford, ex tennista sudafricano
- 1971 - Beatrix von Storch, politica tedesca
- 1971 - Andreas Thomsson, allenatore di calcio e ex calciatore svedese
- 1972 - Aguida Amaral, ex maratoneta est-timorese
- 1972 - Federico Bettoni, ex calciatore italiano
- 1972 - Sibyl Buck, supermodella e musicista statunitense
- 1972 - Fabio Caucino, cantautore e compositore italiano
- 1972 - Eskild Ebbesen, canottiere danese
- 1972 - Massimiliano Esposito, allenatore di calcio, giocatore di beach soccer e ex calciatore italiano
- 1972 - Jace Everett, cantautore statunitense
- 1972 - Antonio Freeman, ex giocatore di football americano statunitense
- 1972 - Julio García Mera, ex giocatore di calcio a 5 spagnolo
- 1972 - Juan Antonio González Crespo, ex calciatore uruguaiano
- 1972 - Sam Griffiths, cavaliere australiano
- 1972 - Barbara Milani, ex sciatrice alpina italiana
- 1972 - Maggie O'Farrell, scrittrice britannica
- 1972 - Ivete Sangalo, cantante e attrice brasiliana
- 1972 - Maksim Sokolov, ex hockeista su ghiaccio russo
- 1972 - Alisa Tunja, ex cestista bosniaca
- 1972 - Toby Wilkins, regista britannico
- 1973 - Emanuela Aureli, imitatrice italiana
- 1973 - Zoran Ban, ex calciatore croato
- 1973 - Alessandro Cambalhota, ex calciatore brasiliano
- 1973 - Nikolaj Dubinin, vescovo cattolico e religioso russo
- 1973 - Matteo Fornari, militare italiano
- 1973 - Jack McBrayer, attore e comico statunitense
- 1973 - Junko Mizuno, artista e fumettista giapponese
- 1973 - Guadalupe Nettel, scrittrice messicana
- 1973 - Serginho Fraldinha, ex calciatore brasiliano
- 1973 - Daniel da Silva, ex calciatore brasiliano
- 1973 - Tana Umaga, ex rugbista a 15 e allenatore di rugby a 15 neozelandese
- 1974 - Matteo Bordone, giornalista, conduttore radiofonico e conduttore televisivo italiano
- 1974 - Paolo Briguglia, attore italiano
- 1974 - Mauro Caputo, regista, sceneggiatore e produttore cinematografico italiano
- 1974 - Skye Edwards, cantante britannica
- 1974 - Chris Haslam, ex cestista e allenatore di pallacanestro britannico
- 1974 - Massimo Maietti, semiologo italiano
- 1974 - Denise van Outen, attrice, cantante e ballerina britannica
- 1974 - Raúl Perojo, schermidore cubano
- 1974 - Marjorie Taylor Greene, politica e imprenditrice statunitense
- 1974 - Dedric Willoughby, cestista statunitense († 2023)
- 1974 - Danny Wuerffel, ex giocatore di football americano statunitense
- 1975 - André 3000, rapper, cantante e polistrumentista statunitense
- 1975 - ZP Theart, cantautore e chitarrista sudafricano
- 1975 - Jenny Oaks Baker, violinista statunitense
- 1975 - Jamie Oliver, cuoco, conduttore televisivo e scrittore britannico
- 1975 - Jadakiss, rapper statunitense
- 1975 - Nick Pickard, attore britannico
- 1975 - Mitsuba Takanashi, fumettista giapponese
- 1975 - João Tomás, ex calciatore portoghese
- 1976 - Wisi Betschart, ex sciatore alpino statunitense
- 1976 - Anita Blond, ex attrice pornografica ungherese
- 1976 - Alikhan Cakaev, poliziotto russo
- 1976 - Donato Fezzuoglio, militare italiano († 2006)
- 1976 - Marcel Fässler, pilota automobilistico svizzero
- 1976 - Kandace Krueger, modella statunitense
- 1976 - Amos Tirop Matui, ex maratoneta keniota
- 1976 - Nataša Osmokrović, ex pallavolista croata
- 1976 - Richard Park, allenatore di hockey su ghiaccio e ex hockeista su ghiaccio sudcoreano
- 1976 - Magnus Pehrsson, allenatore di calcio e ex calciatore svedese
- 1976 - RJD2, produttore discografico, beatmaker e musicista statunitense
- 1976 - Darrell Russell, giocatore di football americano statunitense († 2005)
- 1976 - Jiří Štajner, allenatore di calcio e ex calciatore ceco
- 1976 - Xədicə İsmayılova, giornalista azera
- 1977 - Leonardo Giordani, ex ciclista su strada italiano
- 1977 - Abderrahmane Hammad, ex altista e dirigente sportivo algerino
- 1977 - Shanola Hampton, attrice statunitense
- 1977 - Arthur Lee, ex cestista statunitense
- 1977 - Ol'ga Lobynceva, schermitrice russa
- 1977 - Patric Lochi, ex hockeista su ghiaccio italiano
- 1977 - Atsushi Yanagisawa, ex calciatore giapponese
- 1977 - Chris le Bihan, bobbista canadese
- 1978 - Jacques Abardonado, dirigente sportivo, allenatore di calcio e ex calciatore francese
- 1978 - Hugo Armando, ex tennista statunitense
- 1978 - Adin Brown, ex calciatore statunitense
- 1978 - Edoardo De Bernardis, coreografo italiano
- 1978 - Tomoe Kato, ex calciatrice giapponese
- 1978 - Brad Peyton, regista, sceneggiatore e produttore cinematografico canadese
- 1978 - Cindy Sampson, attrice canadese
- 1978 - Phạm Đoan Trang, attivista, blogger e scrittrice vietnamita
- 1978 - Jiri Vlcek, canottiere italiano
- 1978 - Xin Feng, ex calciatore cinese
- 1979 - Filipe Anunciação, allenatore di calcio e ex calciatore portoghese
- 1979 - Davide Consorte, velista italiano
- 1979 - Luca Francesconi, artista italiano
- 1979 - Ryan McCormack, ex cestista statunitense
- 1979 - Andy Parkinson, allenatore di calcio e ex calciatore inglese
- 1979 - Propaganda, rapper statunitense
- 1979 - Felix Schwenke, politico tedesco
- 1979 - Jeff Brazier, conduttore televisivo inglese
- 1979 - Mile Sterjovski, allenatore di calcio e ex calciatore australiano
- 1979 - Laura Österberg Kalmari, ex calciatrice finlandese
- 1980 - Salvatore Angius, poeta italiano
- 1980 - Paolo Borchia, politico italiano
- 1980 - Jessica Deglau, ex nuotatrice canadese
- 1980 - Juraj Dovičovič, ex calciatore slovacco
- 1980 - Ben Feldman, attore statunitense
- 1980 - Maryan Hary, ex ciclista su strada francese
- 1980 - Seiji Kaneko, ex calciatore giapponese
- 1980 - Thomas Manfredini, allenatore di calcio, driver e ex calciatore italiano
- 1980 - Pierfrancesco Maran, politico italiano
- 1980 - Necip Memili, attore turco
- 1980 - Pāvels Mihadjuks, ex calciatore lettone
- 1980 - Aslı Orcan, attrice turca
- 1980 - Michael Steger, attore statunitense
- 1980 - Gastón Turus, ex calciatore argentino
- 1981 - Tuomas Aho, ex calciatore finlandese
- 1981 - Nick Barnett, giocatore di football americano statunitense
- 1981 - Signor K, rapper italiano
- 1981 - Chris Cariaso, artista marziale misto statunitense
- 1981 - Alina Cojocaru, ballerina romena
- 1981 - Mariano Echeverría, allenatore di calcio e ex calciatore argentino
- 1981 - Johan Elmander, ex calciatore svedese
- 1981 - Janus Joensen, ex calciatore faroese
- 1981 - Michael Klukowski, ex calciatore polacco
- 1981 - Miloy, ex calciatore angolano
- 1981 - Stephen Morrel, ex calciatore figiano
- 1981 - Claudia Potenza, attrice italiana
- 1981 - Josaia Bukalidi, ex calciatore figiano
- 1981 - Daniel Vallejos, ex calciatore costaricano
- 1981 - Jason Young, discobolo statunitense
- 1982 - Camila Alves Souza, modella, attrice e conduttrice televisiva brasiliana
- 1982 - Francesca Boscarelli, schermitrice e maestra di scherma italiana
- 1982 - Kevin De Weert, dirigente sportivo e ex ciclista su strada belga
- 1982 - Souazic Le Guillou, ex sciatrice alpina francese
- 1982 - Cathleen Martini, bobbista tedesca
- 1982 - Natalya, wrestler canadese
- 1982 - Matteo Paoletti, pallavolista italiano
- 1982 - Mariano Pavone, allenatore di calcio e ex calciatore argentino
- 1982 - Louis Bell, produttore discografico, cantautore e compositore statunitense
- 1982 - Pavel Sazonov, pentatleta russo
- 1982 - Xavi Sánchez, ex calciatore andorrano
- 1983 - Bobby Convey, ex calciatore statunitense
- 1983 - Maksim Cyhalka, calciatore bielorusso († 2020)
- 1983 - Lucenzo, cantante e produttore discografico francese
- 1983 - Khamis Gheddafi, militare libico († 2011)
- 1983 - Igor' Lebedenko, ex calciatore russo
- 1983 - Rafael Marques Mariano, ex calciatore brasiliano
- 1983 - Mark Rossiter, ex calciatore irlandese
- 1983 - Taryn Thomas, ex attrice pornografica statunitense
- 1983 - Jictzad Viña, modella venezuelana
- 1984 - Blake Ahearn, ex cestista e allenatore di pallacanestro statunitense
- 1984 - Darin Brooks, attore statunitense
- 1984 - Miguel González, giocatore di baseball messicano
- 1984 - Pierre-Yves Guillard, ex cestista francese
- 1984 - Miku Matsubayashi, calciatrice giapponese
- 1984 - Chris McCray, ex cestista statunitense
- 1984 - Filipe Oliveira, ex calciatore portoghese
- 1984 - Samal Saeed, calciatore iracheno
- 1984 - Samir Šarić, ex calciatore bosniaco
- 1984 - Tsai Pei-chen, cestista taiwanese
- 1985 - Gimena Accardi, attrice, modella e conduttrice televisiva argentina
- 1985 - Monica Bonafede, ex cestista italiana
- 1985 - Szczepan Kończal, pianista polacco
- 1985 - Franck Mailleux, pilota automobilistico francese
- 1985 - André Fontes, ex calciatore portoghese
- 1985 - Lucas Prado, atleta paralimpico brasiliano
- 1985 - Roberto Soldado, ex calciatore spagnolo
- 1985 - Jutta Yuki, attore giapponese
- 1986 - Takafumi Akahoshi, ex calciatore giapponese
- 1986 - Guillermo Alcaide, ex tennista spagnolo
- 1986 - Charly Charrier, ex calciatore francese
- 1986 - Bamba Fall, cestista senegalese
- 1986 - Noam Mills, schermitrice israeliana
- 1986 - Thuso Phala, ex calciatore sudafricano
- 1986 - André Schembri, ex calciatore maltese
- 1986 - Lasse Schöne, calciatore danese
- 1986 - Sara Sgarzi, nuotatrice artistica italiana
- 1987 - Emancipator, musicista e produttore discografico statunitense
- 1987 - Michael Bramos, ex cestista statunitense
- 1987 - Diego Brandão, artista marziale misto brasiliano
- 1987 - José Alberto Cañas, calciatore spagnolo
- 1987 - Andrej Andreevič Ermakov, danzatore russo
- 1987 - Gervinho, calciatore ivoriano
- 1987 - Boris Godál, calciatore slovacco
- 1987 - Bella Heathcote, attrice australiana
- 1987 - Joey Isabella, allenatore di hockey su ghiaccio e hockeista su ghiaccio svizzero
- 1987 - Kaká, giocatore di calcio a 5 brasiliano
- 1987 - Mircea Postelnicu, attore rumeno
- 1987 - Bora Paçun, cestista turco
- 1987 - Blaya, cantautrice e ballerina brasiliana
- 1987 - Martina Sáblíková, pattinatrice di velocità su ghiaccio e ciclista su strada ceca
- 1987 - Robert Tesche, calciatore tedesco
- 1987 - Marie Toussaint, attivista, giurista e politica francese
- 1987 - Roderick Williams, giocatore di football americano statunitense
- 1987 - Dragan Zeković, cestista serbo
- 1988 - Iōannīs Athīnaiou, cestista greco
- 1988 - Birkir Bjarnason, calciatore islandese
- 1988 - Celso Borges, calciatore costaricano
- 1988 - Brad Boxberger, giocatore di baseball statunitense
- 1988 - Juanjo Ciércoles, ex calciatore spagnolo
- 1988 - Geoffrey Couët, attore francese
- 1988 - Vontae Davis, giocatore di football americano statunitense († 2024)
- 1988 - Irina Davydova, ostacolista russa
- 1988 - Marvin Emnes, ex calciatore olandese
- 1988 - David Lighty, cestista statunitense
- 1988 - Scott Loach, ex calciatore inglese
- 1988 - Denis Odoi, calciatore belga
- 1988 - Eva Pinkelnig, saltatrice con gli sci austriaca
- 1988 - Andrejs Rastorgujevs, biatleta lettone
- 1988 - Tobias Reichmann, pallamanista tedesco
- 1988 - Garrett Richards, giocatore di baseball statunitense
- 1988 - Tyler Sash, giocatore di football americano statunitense († 2015)
- 1988 - João Souza, ex tennista brasiliano
- 1988 - Pedro Sousa, ex tennista portoghese
- 1988 - Nedim Čović, ex velocista bosniaco
- 1989 - Nicola Citro, calciatore italiano
- 1989 - Innocent Emeghara, ex calciatore nigeriano
- 1989 - Luana Fracassi, giocatrice di calcio a 5 e ex calciatrice italiana
- 1989 - Ash Hollywood, attrice pornografica statunitense
- 1989 - Nemanja Kuzmanović, calciatore serbo
- 1989 - Gaia Missaglia, allenatrice di calcio e ex calciatrice italiana
- 1989 - Ramone Moore, ex cestista statunitense
- 1989 - Igor Morozov, calciatore estone
- 1989 - Zack Pianalto, giocatore di football americano statunitense
- 1989 - Martina Stålvant, ex cestista svedese
- 1989 - Annaelsa Tartaglione, politica italiana
- 1989 - Alëna Zavarzina, ex snowboarder russa
- 1990 - Samuel Armenteros, calciatore svedese
- 1990 - Nacer Barazite, ex calciatore olandese
- 1990 - Mathieu Koss, disc jockey e produttore discografico francese
- 1990 - Mihajlo Cakić, calciatore serbo
- 1990 - Chris Colfer, attore, scrittore e cantante statunitense
- 1990 - Leo Deluglio, attore argentino
- 1990 - Victor Deniran, ex calciatore nigeriano
- 1990 - Julien Duval, ex pistard e ciclista su strada francese
- 1990 - Jonathan Eysseric, tennista francese
- 1990 - Gabriela Garton, calciatrice argentina
- 1990 - Jonas Hector, ex calciatore tedesco
- 1990 - Brett Kissel, cantautore canadese
- 1990 - Marcus Krüger, hockeista su ghiaccio svedese
- 1990 - Lorne MacFadyen, attore britannico
- 1990 - Teddy Mézague, calciatore francese
- 1990 - Nadine, cantante austriaca
- 1990 - Stanley Ohawuchi, calciatore nigeriano
- 1990 - Patoranking, cantante nigeriano
- 1991 - Henrique Almeida, calciatore brasiliano
- 1991 - Beauden Barrett, rugbista a 15 neozelandese
- 1991 - Lorenzo Buscarini, ex calciatore sammarinese
- 1991 - Sébastien Dewaest, calciatore belga
- 1991 - Ryan Jensen, ex giocatore di football americano statunitense
- 1991 - Eneli Kutter, calciatrice estone
- 1991 - Mário Rui, calciatore portoghese
- 1991 - Carmine Monaco, attore italiano
- 1991 - Saša Novaković, calciatore croato
- 1991 - Alexis Olgard, pallavolista statunitense
- 1991 - Ksenija Pervak, ex tennista russa
- 1991 - Róbert Pillár, calciatore slovacco
- 1991 - Tuomas Rannankari, ex calciatore finlandese
- 1991 - Jasmin Rothmund, ex sciatrice alpina svizzera
- 1991 - Armando Sadiku, calciatore albanese
- 1991 - Filip Starzyński, calciatore polacco
- 1991 - Chantal Trezzi, calciatrice italiana
- 1991 - Zeke Upshaw, cestista statunitense († 2018)
- 1991 - Bryan Vega, calciatore costaricano
- 1991 - Natal'ja Vorob'ëva, lottatrice russa
- 1992 - Scott Blumstein, giocatore di poker statunitense
- 1992 - Garett Bolles, giocatore di football americano statunitense
- 1992 - Aaron Brown, velocista canadese
- 1992 - Kasper Enghardt, calciatore danese
- 1992 - Artūr Juchno, ex calciatore e giocatore di calcio a 5 lituano
- 1992 - Miguel Martelo Lourenço, calciatore portoghese
- 1992 - Jeison Murillo, calciatore colombiano
- 1992 - José Élber Pimentel da Silva, calciatore brasiliano
- 1992 - Abdul Wahab Zahiri, velocista afghano
- 1993 - Fabio Andolfi, pilota di rally italiano
- 1993 - Tekele Cotton, cestista statunitense
- 1993 - Yūhi Fujinami, lottatore giapponese
- 1993 - Faik Güneş, pallavolista turco
- 1993 - Alex Harden, cestista statunitense
- 1993 - Kevin Hardy, ex cestista statunitense
- 1993 - Shift K3Y, disc jockey, produttore discografico e cantante britannico
- 1993 - Jalen Jones, cestista statunitense
- 1993 - Mikel Agu, calciatore nigeriano
- 1993 - Bruno Rojas, velocista boliviano
- 1993 - Amrinder Singh, calciatore indiano
- 1994 - Max Arnold, calciatore tedesco
- 1994 - Shawnacy Barber, astista canadese († 2024)
- 1994 - Blair Brown, giocatore di football americano statunitense
- 1994 - Tyias Browning, calciatore inglese
- 1994 - João Cancelo, calciatore portoghese
- 1994 - Nicolás Dibble, calciatore uruguaiano
- 1994 - Margot Gambarotta, calciatrice italiana
- 1994 - Guillermo Hernangómez, cestista spagnolo
- 1994 - Aymeric Laporte, calciatore francese
- 1994 - Gergely Nagy, calciatore ungherese
- 1994 - Njabulo Ngcobo, calciatore sudafricano
- 1994 - Phil Pietroniro, hockeista su ghiaccio canadese
- 1994 - Patrick Ricard, giocatore di football americano statunitense
- 1994 - Federico Ricci, calciatore italiano
- 1994 - Matteo Ricci, calciatore italiano
- 1994 - Georgios Simitsis, taekwondoka greco
- 1994 - Khaliq Spicer, cestista statunitense
- 1994 - Georgi Stoičkov, ex calciatore bulgaro
- 1995 - Evelina, cantante finlandese
- 1995 - Alicia González, ciclista su strada e ciclocrossista spagnola
- 1995 - Robert Johnson, cestista statunitense
- 1995 - Miroslav Lobancev, calciatore russo
- 1995 - Jeroen Lumu, calciatore olandese
- 1995 - Yoan Moncada, giocatore di baseball cubano
- 1995 - Chris Odoi-Atsem, ex calciatore statunitense
- 1995 - Marcelo Pereira, calciatore honduregno
- 1995 - Jamal Salim, calciatore ugandese
- 1995 - Marius Wolf, calciatore tedesco
- 1996 - Mohamed Ben Larbi, calciatore tunisino
- 1996 - Jamie Coombes, calciatore gibilterriano
- 1996 - João Figueiredo, calciatore brasiliano
- 1996 - Bryan Garnica, calciatore messicano
- 1996 - St. Pedro, cantante spagnolo
- 1996 - Lous and the Yakuza, cantautrice e modella della Repubblica Democratica del Congo
- 1996 - Johnny Kneubuehler, hockeista su ghiaccio svizzero
- 1996 - Minjee Lee, golfista australiana
- 1996 - Sam Morse, sciatore alpino statunitense
- 1996 - Gianni Paolo, attore statunitense
- 1996 - Josh Ross, cantante canadese
- 1996 - Focalistic, rapper sudafricano
- 1996 - Elena Stoffel, ex sciatrice alpina svizzera
- 1996 - Li Tu, tennista australiano
- 1996 - Leandro Vega, calciatore argentino
- 1996 - Zhang Wangli, sollevatrice cinese
- 1996 - Julia du Plessis, altista sudafricana
- 1997 - Ayoub Barraj, lottatore tunisino
- 1997 - Leonie Beck, nuotatrice tedesca
- 1997 - Anna Bondár, tennista ungherese
- 1997 - Vitor Carvalho Vieira, calciatore brasiliano
- 1997 - Harald Frey, cestista norvegese
- 1997 - Aboubakar Gakou, cestista angolano
- 1997 - Daniel Jones, giocatore di football americano statunitense
- 1997 - Konrad Laimer, calciatore austriaco
- 1997 - Pauline Lecarpentier, lottatrice francese
- 1997 - Francesca Pan, cestista italiana
- 1997 - Daron Payne, giocatore di football americano statunitense
- 1997 - Soccer Mommy, cantautrice e polistrumentista statunitense
- 1997 - Kenneth Weishuhn, statunitense († 2012)
- 1997 - Francesco Zoppellari, pallavolista italiana
- 1997 - Petar Đirlić, pallavolista croato
- 1998 - Tomás Belmonte, calciatore argentino
- 1998 - Sylvester Berg, cestista danese
- 1998 - Teun Bijleveld, calciatore olandese
- 1998 - Mourad El Ghezouani, calciatore spagnolo
- 1998 - Charlie Estcourt, calciatrice gallese
- 1998 - Kevin Fortes, giocatore di football americano francese
- 1998 - Yanik Frick, calciatore liechtensteinese
- 1998 - Michael Fuentes, calciatore cileno
- 1998 - Álibek Qasym, calciatore kazako
- 1998 - Dīmītrīs Līmnios, calciatore greco
- 1998 - Artëm Maksimenko, calciatore russo
- 1998 - Josep Martínez, calciatore spagnolo
- 1998 - Novak Musić, cestista serbo
- 1998 - Reno Piscopo, calciatore australiano
- 1998 - Ruggero Valli, doppiatore italiano
- 1998 - Magnus Westergaard, calciatore danese
- 1998 - Ben White, rugbista a 15 britannico
- 1999 - Miguel Atienza, calciatore spagnolo
- 1999 - Fabian Barański, canottiere polacco
- 1999 - Daniel Bragança, calciatore portoghese
- 1999 - Qwynnterrio Cole, giocatore di football americano statunitense
- 1999 - Jairo Concha, calciatore peruviano
- 1999 - Robert Cueto, calciatore boliviano
- 1999 - Matheus Cunha, calciatore brasiliano
- 1999 - Lily-Rose Depp, attrice francese
- 1999 - Peter Ehimi, hockeista su pista italiano
- 1999 - Aleksa Jovanović, calciatore serbo
- 1999 - Marija Kameneva, nuotatrice russa
- 1999 - Tor-Lawrence Mana'o, calciatore samoano americano
- 1999 - Andrine Mårstøl, sciatrice alpina norvegese
- 1999 - Kenny Ridwan, attore statunitense
- 1999 - Jean Carlos Rodríguez, calciatore cubano
- 1999 - Morteza Sharifi, pallavolista iraniano
- 1999 - William Sherman, giocatore di football americano statunitense
- 1999 - Billie Marten, cantautrice britannica
- 2000 - Jade Carey, ginnasta statunitense
- 2000 - Jenny De Nucci, attrice italiana
- 2000 - Javier Alejandro Jiménez Paris, calciatore olandese
- 2000 - Elena Malõgina, tennista estone
- 2000 - Chinonso Offor, calciatore nigeriano
- 2000 - Abner, calciatore brasiliano

## XXI secolo(35)
- 2001 - Marat Apšacev, calciatore russo
- 2001 - Boldsaikhany Khongorzul, lottatrice mongola
- 2001 - Vitalija Korolëva, tuffatrice russa
- 2001 - Hector Kyprianou, calciatore cipriota
- 2001 - Quincy Olivari, cestista statunitense
- 2001 - Brunette, cantante armena
- 2001 - Álvaro de Oliveira Felicíssimo, calciatore brasiliano
- 2002 - Edu Borges, calciatore portoghese
- 2002 - Jérémy Doku, calciatore belga
- 2002 - Enrique Femia, calciatore uruguaiano
- 2002 - Filip Jørgensen, calciatore norvegese
- 2002 - Alexander Machado, calciatore uruguaiano
- 2002 - Gabri Veiga, calciatore spagnolo
- 2002 - Alina Čaraeva, tennista russa
- 2003 - Xavier Artigas, pilota motociclistico spagnolo
- 2003 - Caden Clark, calciatore statunitense
- 2003 - Franco Colapinto, pilota automobilistico argentino
- 2003 - Paolo Guajardo, calciatore cileno
- 2003 - Alexandrina Mihai, marciatrice italiana
- 2003 - Camilo Sánchez, calciatore uruguaiano
- 2003 - Jonathan Vervenne, ciclista su strada belga
- 2003 - Nelly Rodrigues, calciatrice portoghese
- 2004 - Kaïlé Auvray, calciatore statunitense
- 2004 - Alessandro Bovolenta, pallavolista italiano
- 2004 - Ihor Horbach, calciatore ucraino
- 2004 - Antoine Mendy, calciatore francese
- 2004 - Sara Thaler, sciatrice alpina italiana
- 2004 - Yanick Wasser, saltatore con gli sci svizzero
- 2004 - You Young, pattinatrice artistica su ghiaccio sudcoreana
- 2004 - Jonathan Jesus, calciatore brasiliano
- 2005 - Tiago Caballero, calciatore paraguaiano
- 2005 - Enzo Monteiro, calciatore boliviano
- 2006 - Luca Lunetta, pilota motociclistico italiano
- 2007 - Kim Eun-ji, giocatrice di go sudcoreana
- 2007 - Giovanni Zaramella, atleta paralimpico italiano